# Langé
Langé – miejscowość i gmina we Francji, w Regionie Centralnym, w departamencie Indre.
Według danych na rok 1990 gminę zamieszkiwało 339 osób, a gęstość zaludnienia wynosiła 16 osób/km² (wśród 1842 gmin Centre, Langé plasuje się na 807. miejscu pod względem liczby ludności, natomiast pod względem powierzchni na miejscu 616.).